# Paradossenus longipes
Paradossenus longipes is een spinnensoort in de taxonomische indeling van de Trechaleidae.
Het dier behoort tot het geslacht Paradossenus. De wetenschappelijke naam van de soort werd voor het eerst geldig gepubliceerd in 1874 door Taczanowski.